# Epilobium siskiyouense
Epilobium siskiyouense là một loài thực vật có hoa trong họ Anh thảo chiều. Loài này được (Munz) Hoch & P.H.Raven mô tả khoa học đầu tiên năm 1980.

## Hình ảnh

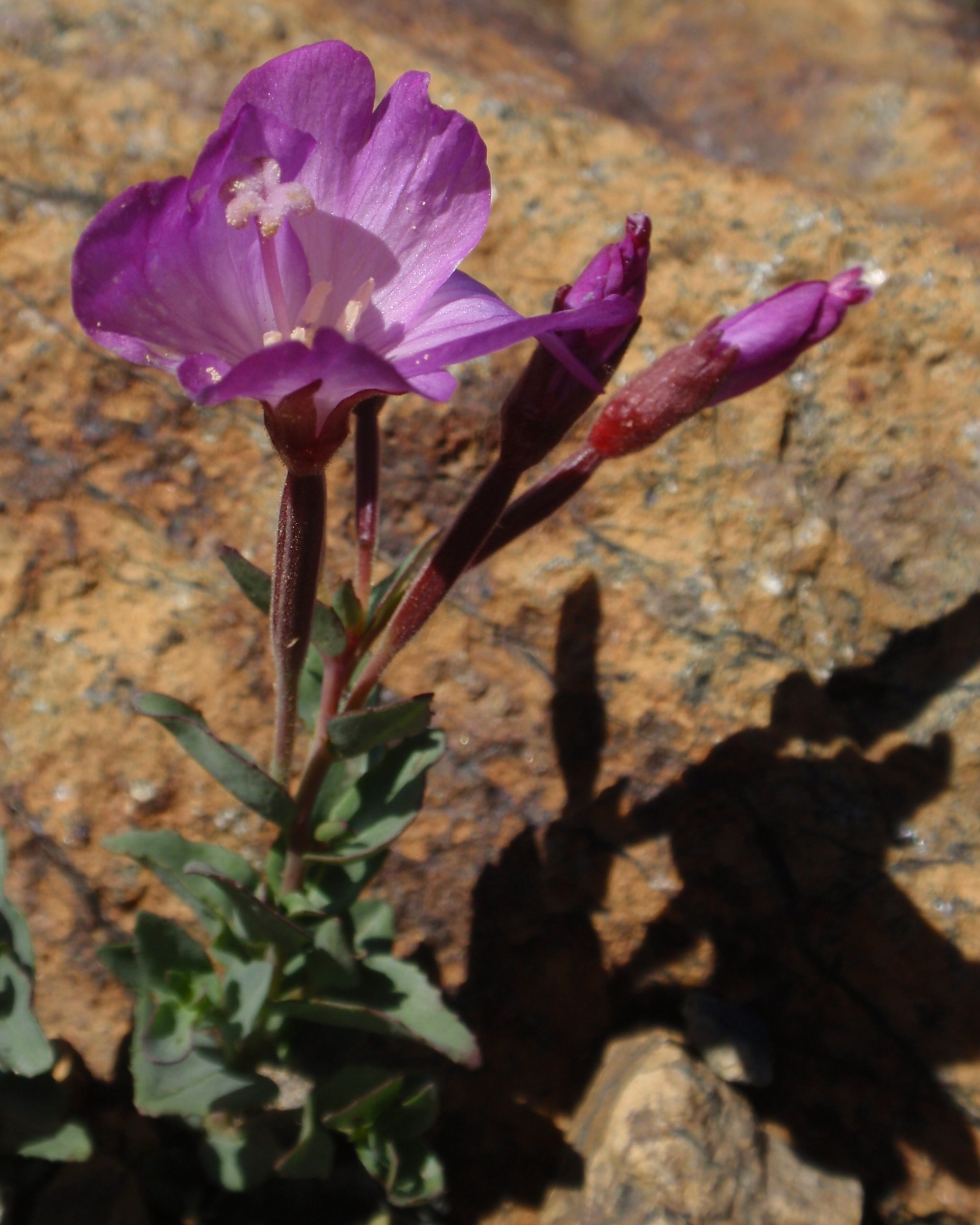
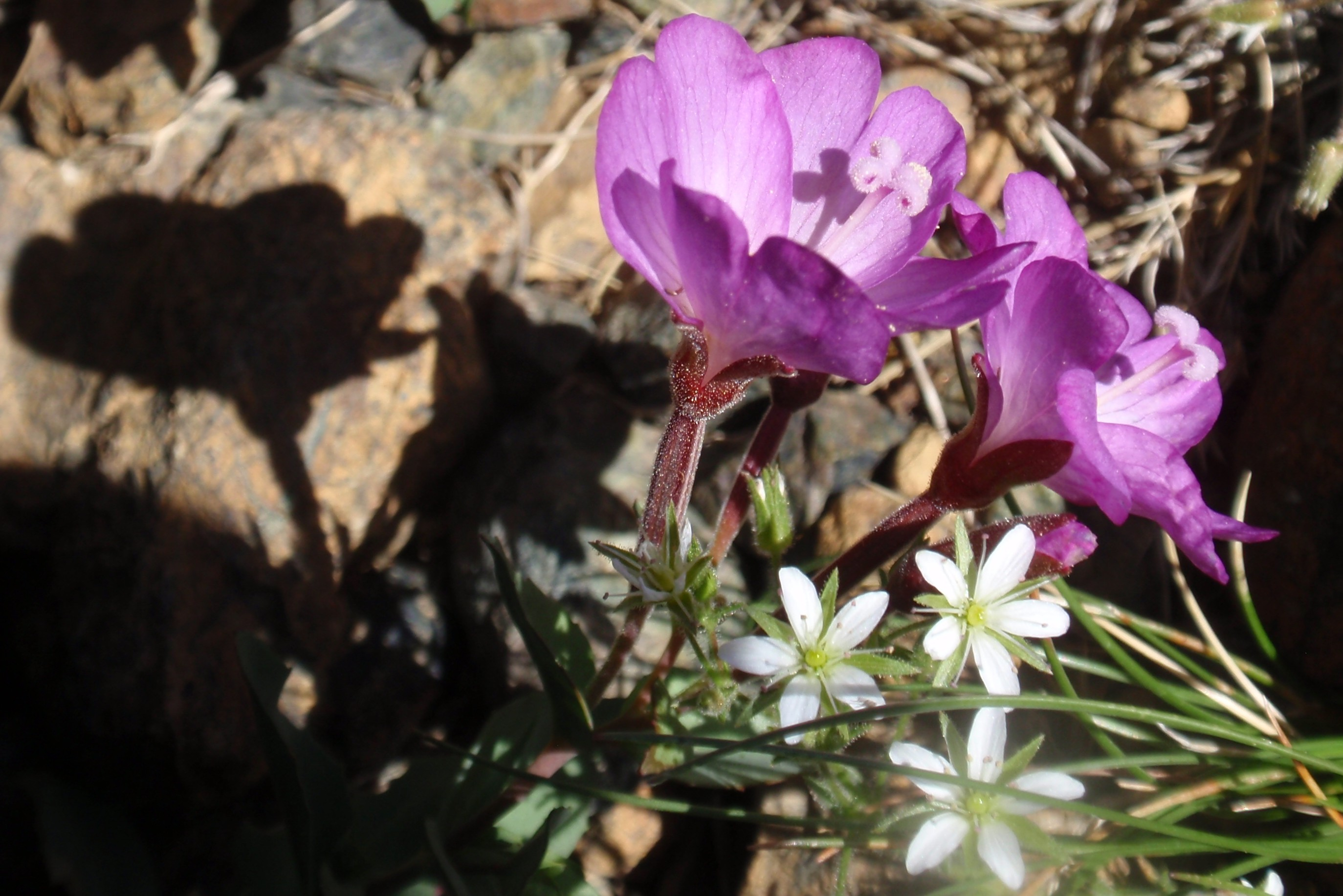
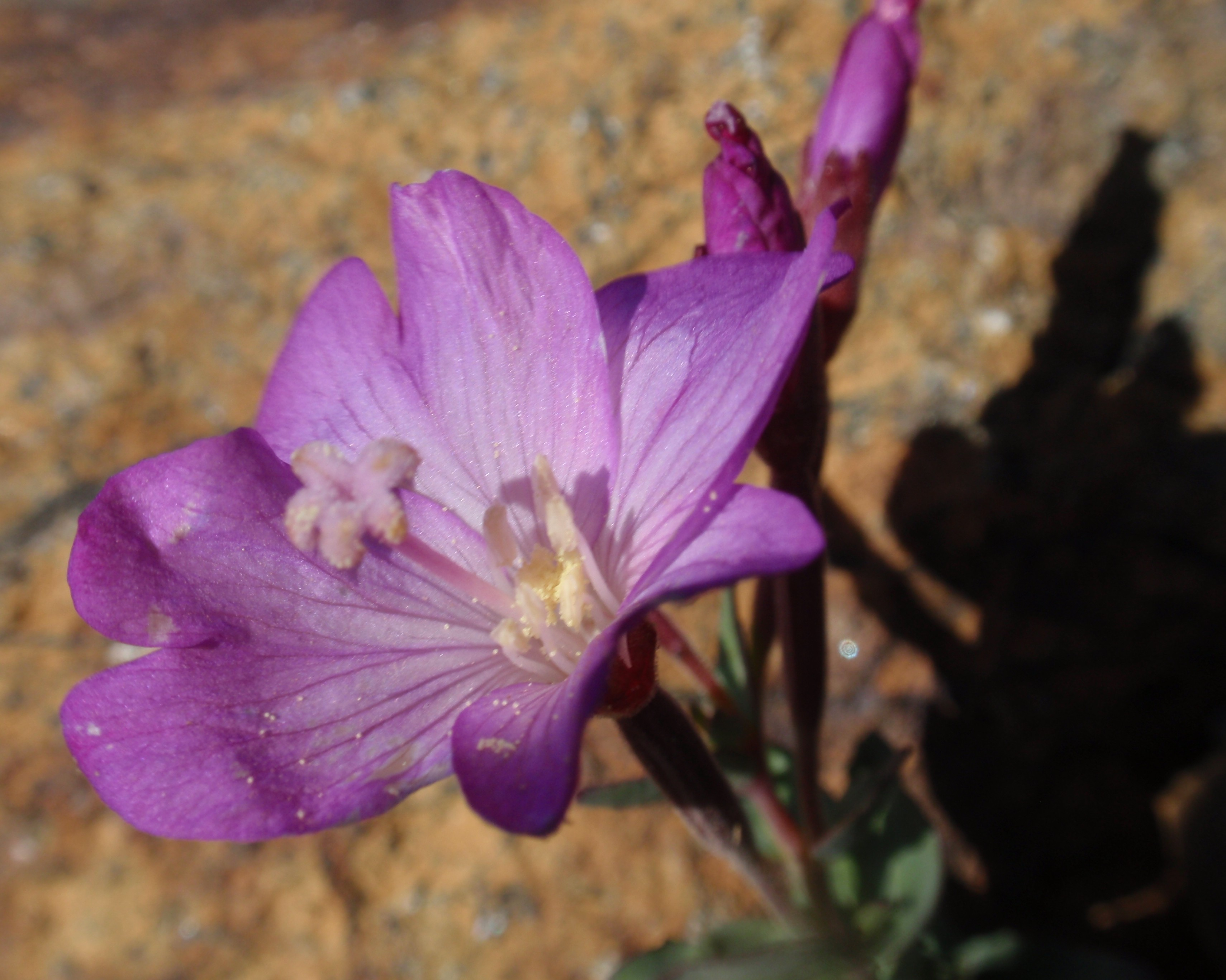
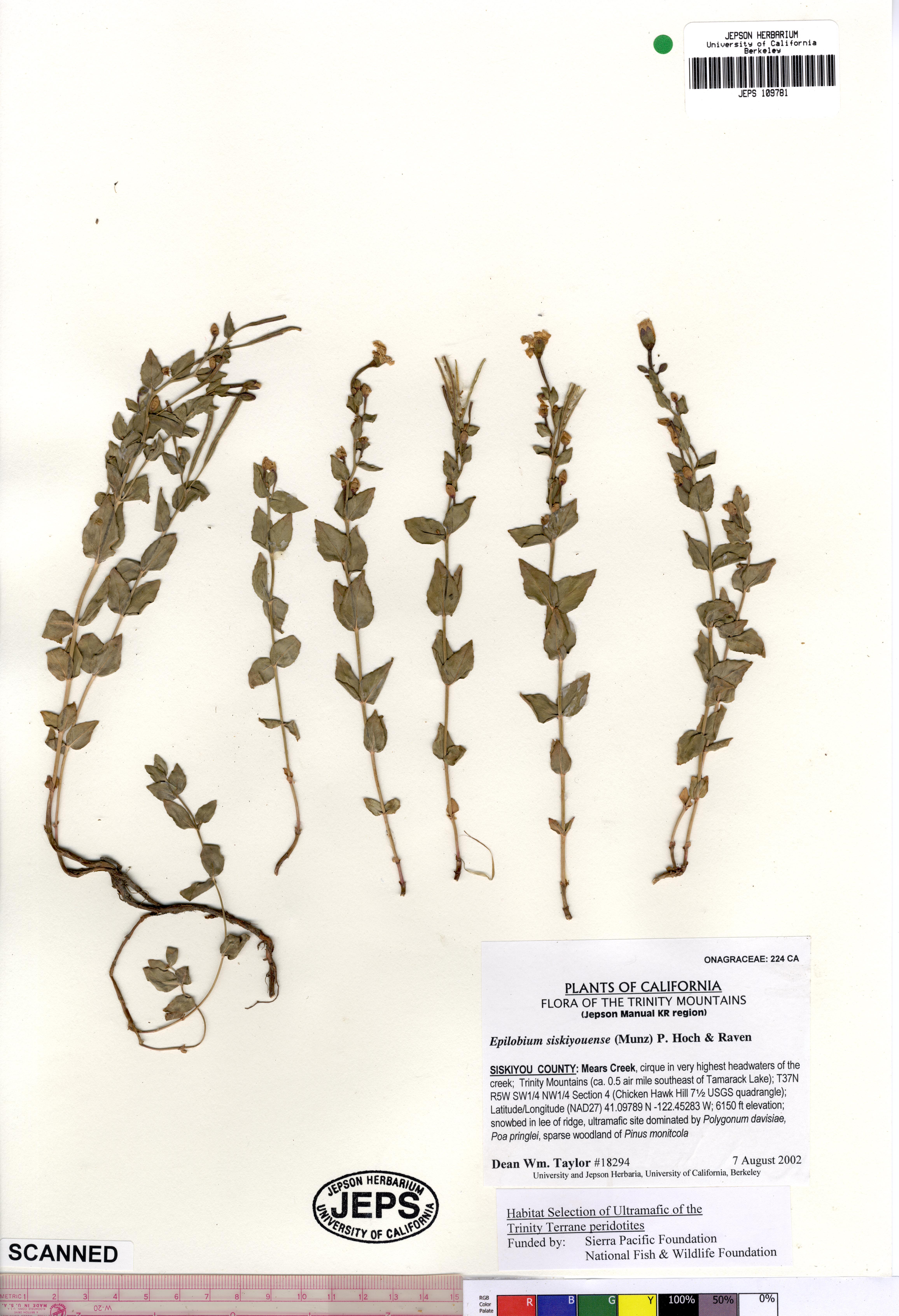